# Adelpha abyla
Espèce
Adelpha abyla  est une espèce de papillons de la famille des Nymphalidae, sous famille des Limenitidinae et du genre Adelpha.

## Dénomination
Adelpha abyla a été décrit par William Chapman Hewitson en 1850 sous le nom Heterochroa abyla.

### Noms vernaculaires
Adelpha abyla se nomme en anglais Jamaican Sister.

## Description
Adelpha abyla est un papillon à bord externe des ailes antérieures concave et bord externe des ailes postérieures festoné. Le dessus est marron à marron foncé avec aux ailes antérieures une grosse tache jaune englobant presque tout l'apex et une bande blanche dans l'aire discale sur les 2/3 des ailes antérieures (ne rejoint pas le bord costal) et  dans l'aire discale des ailes postérieures avec une tache jaune à l'angle anal.
Le revers est orange cuivré rayé de rose clair nacré avec la même bande blanche dans l'aire discale aux ailes antérieures et aux ailes postérieures.

## Écologie et distribution
Adelpha abyla est présent à la Jamaïque. 

### Protection
Pas de statut de protection particulier.